# 伊拉克标准时间
伊拉克时区是伊拉克适用的时区。该时区比协调世界时快3小时（UTC+3）。伊拉克时区没有夏时制。
IANA时区数据库在zone.tab中包含一个伊拉克地区，名为Asia/Baghdad。